# Coumaphène
Le coumaphène ou warfarine (C19H16O4) est un composé organique de la famille des coumarines. C'est une substance active de produit phytosanitaire (ou produit phytopharmaceutique, ou pesticide), qui présente un effet rodenticide, avec toutefois de possibles phénomènes de résistance aux rodenticides.
La warfarine est un anticoagulant et un rodenticide de première génération. La warfarine est aussi utilisée comme médicament chez les personnes présentant un risque accru de développer un caillot sanguin, telles que les personnes souffrant de fibrillation auriculaire (ou fibrillation auriculaire) ou les personnes ayant présenté une thrombose de la jambe (thrombose veineuse profonde, TVP). Lorsqu’un caillot sanguin se détache et pénètre dans la circulation sanguine, il peut provoquer une embolie pulmonaire ou un infarctus cérébral.
La warfarine est un dérivé de la coumarine. Il inhibe l'action de la vitamine K, nécessaire à la production des facteurs de coagulation II, VII, IX et X. Les facteurs de coagulation sont des protéines présentes dans la circulation sanguine qui se collent les unes aux autres lorsqu'un vaisseau sanguin se rompt, empêchant ainsi d'autres saignements. Lors de l'utilisation de warfarine, l'apport en vitamine K doit être maintenu constant pour éviter des fluctuations excessives des paramètres de coagulation.
L'effet de la warfarine en tant que rodenticide pour rats repose également sur la perturbation de la coagulation sanguine. Les rats meurent au bout de 4 à 14 jours d'une hémorragie interne.
La warfarine n'est pas enregistrée comme médicament aux Pays-Bas. Il est largement prescrit aux États-Unis, entre autres. Aux Pays-Bas, les dérivés de la coumarine, l'acénocoumarol et la phenprocoumone, sont utilisés. En Belgique, la warfarine est commercialisée sous la marque Marevan. Warfarin doit son nom à la Wisconsin Alumni Research Foundation.

## Réglementation
Sur le plan de la réglementation des produits phytopharmaceutiques :
- pour l’Union européenne : cette substance active est inscrite à l’annexe I de la directive 91/414/CEE par la directive 2006/5/CE.
- pour la France : cette substance active est autorisée dans la composition de préparations bénéficiant d’une autorisation de mise sur le marché.

## Caractéristiques physico-chimiques
Les caractéristiques physico-chimiques dont l'ordre de grandeur est indiqué ci-après, influencent les risques de transfert de cette substance active vers les eaux, et le risque de pollution des eaux :
- Solubilité : 17 mg·L-1,

## Usage en médecine
La warfarine est aussi la dénomination commune internationale d’un médicament de la classe des antivitaminiques K (dérivés coumariniques). Une dénomination commerciale connue est la Coumadine. Il s'agit de l'anticoagulant oral le plus prescrit aux États-Unis, du moins, jusqu'en 2011.
Comme pour les autres antivitamines K, son utilisation doit être contrôlée par la mesure régulière de l'INR. La variabilité des doses nécessaires pour une personne donnée peut être secondaire à l'alimentation ou à la prise concomitante d'autres médicaments. Elle peut être également génétique. Plusieurs mutations de gènes sont ainsi potentialisateurs ou inhibiteurs. Les plus importants touchent le VKORC1 (codant la « vitamin K epoxide reductase complex 1 ») et le CYP2C9 (codant le cytochrome P450 2C9).
L'INR est plus difficilement équilibré, avec un risque supérieur d'hémorragie, chez l'afro-américain.

## Écotoxicologie
Sur le plan de l’écotoxicologie, les concentrations létales 50 (CL50) dont l'ordre de grandeur est indiqué ci-après, sont observées :
- CL50 sur poissons : 14 mg·L-1,

## Divers
Le coumaphène fait partie de la liste des médicaments essentiels de l'Organisation mondiale de la santé (liste mise à jour en avril 2013).

## Stéréochimie
La warfarine contient un stéréocentre et se compose donc de deux énantiomères. Pratiquement c'est le racémique, c'est-à-dire le mélange 1:1 des formes (R) et (S) qui est utilisé:
| Enantiomère de warfarine | Enantiomère de warfarine |
| ------------------------ | ------------------------ |
| numéro CAS : 5543-58-8   | numéro CAS : 5543-57-7   |